# Yeti Airlines Flight 691
Yeti Airlines Flight 691 var en reguljärflygning av mellan Kathmandu och Pokhara i Nepal den 15 januari 2023. Planet lyfte från Kathmandu flygplats klockan 10:33 lokal tid och havererade i flodbanken vid floden Seti Gandaki under landningsförsöket på Pokhara flygplats. Flygplanet var registrerat 9N-AMC och var av typ ATR 72-500. Det fanns 68 passagerare och 4 besättningsmedlemmar ombord. Samtliga 68 passagerare och 4 besättningsmedlemmar omkom i olyckan. 57 personer ombord på planet var Nepaleser, de andra hade övriga nationaliter som Bangladesh, Indien och Ryssland.
Den slutgiltiga rapporten redovisade att olyckan gått till genom att en av motorerna slutat fungera. När besättningen skulle "fjädra" motorn och stänga av den, så stängde dem istället av den andra, fungerande motorn. Det ledde sedan till överstegring, och efter att besättningen stängt av fel motor fanns väldigt lite att göra som kunde förhindrat olyckan.
Det är inte första gången liknande misstag begås, på 1980-talet begick besättningen av British Midlands Flight 92 samma misstag utanför East Midlands Airport.. Över hälften av passagerarna miste livet i den olyckan. Det är också en trolig orsak till olyckan med Jeju Air Flight 2216, enligt expertutlåtanden.
En tragisk aspekt av olyckan var att flygningens andre styrman, Anju Khatiwada, 44, bestämt sig för att bli just pilot till yrket just efter att hennes man avlidit i en flygolycka 16 år tidigare. Khatiwada hade samlat på sig 6 900 flygtimmar vid tidpunkten för olyckan och var under träning och skolades in till att bli kapten.